# 神经系统变性疾病
神经系统变性疾病（英語：neurodegenerative disease）又译神经退化性疾病，是神经系统中某些特定的神经元逐渐萎缩和丢失，导致相应结构发生慢性进行性病变及功能障碍的一组疾病。
脑和脊髓由神经元组成，神经元有不同的功能，如控制运动，处理感觉信息，并作出决策。脑和脊髓的细胞一般是不会再生的，所以过度的损害可能是毁灭性的，不可逆转的。
神经系统变性疾病是由神经元或其髓鞘的丧失所致, 随着时间的推移而恶化，以导致神经元功能障碍、细胞死亡。
神经系统变性疾病按表型分为两类： 
- 一类影响运动，如小脑性共济失调
- 一类影响记忆以及相关的痴呆症

## 神经系统变性疾病列表
- 阿兹海默症 (Alzheimer's disease, AD)
- 帕金森氏症 (Parkinson's disease, PD)
- 路易氏體失智症 (Dementia with Lewy bodies, DLB)
- 多系統萎縮症 (Multiple system atrophy, MSA)
- 普利昂疾病 (Prion diseases): 包含牛海绵状脑病 (Bovine spongiform encephalopathy, BSE。或稱狂牛症) 和人類的各種庫賈氏症 (Creutzfeldt-Jakob disease, CJD)
- 亨丁頓舞蹈症 (Huntington's disease, HD)
- 肌肉萎缩性側索硬化症 (Amyotrophic lateral sclerosis, ALS)
- 毛細血管擴張性共濟失調綜合症 (Ataxia telangiectasia)
- 多發性硬化症 (Multiple sclerosis)
- 小腦萎縮症 (Spinocerebellar Atrophy）或稱脊髓小腦失調症（Spinocerebellar Ataxia，SCA)
- 人類免疫缺陷病毒癡呆複合症 (HIV-associated neurocognitive disorders, HAND)
- 皮克式病 (Pick's disease)
- 克拉畢氏症 (Krabbe's disease)
- 甘迺迪氏症 (Kennedy's disease) 原名 Spinal and bulbar muscular atrophy, SBMA
- 原發性側索硬化 (Primary lateral sclerosis, PLS)
- 柯凱因氏症候群 (Cockayne syndrome)
- 脊髓性肌萎缩症 (Spinal muscular atrophy, SMA)
- 脊髓癆 (Tabes dorsalis)
- 進行性核上性麻痺 (Progressive supranuclear palsy) 或稱 Steele–Richardson–Olszewski syndrome, PSP
- 佩梅病 (Pelizaeus-Merzbacher Disease)

## 治疗
初步治疗取决于具体疾病的诊断，唯目前仅有少数几个药物可用于一些神经系统变性疾病。